# Universidad de Primorska
La Universidad de Primorska es una universidad eslovena ubicada en Koper, ciudad conocida también como Capodistria ya que esa es su denominación en italiano. El nombre de la universidad le viene dado por la palabra en esloveno que nomina región en la que está ubicada, Primorska, que significa Litoral.
Es la tercera universidad de Eslovenia luego de la Universidad de Liubliana y la Universidad de Maribor. Fue fundada el 29 de enero de 2003. Desde noviembre de 2011 el rector de esta casa de estudios es Dragan Marušič. La universidad cuenta con seis facultades: Facultad de Ciencias de la Educación, Facultad de Humanísticas, Facultad de Matemáticas, Ciencias Naturales e Informática; Facultad de Turismo y la Facultad de Management.
El 6 de diciembre de 2012 estudiantes y empleados de las universidades eslovenas, incluidos aquellos de la Universidad de Primorska, se manifestaron hacia el edificio donde se encontraba sesionando la Asamblea Nacional para impedir recortes en el sistema educativo para los años 2013 y 2014.